# Ropica schurmanni
Ropica schurmanni là một loài bọ cánh cứng trong họ Cerambycidae.